# Jerzy Albrecht Denhoff
Jerzy Albrecht Denhoff (lub równoważnie Doenhoff) herbu Dzik (ur. 7 kwietnia 1640, zm. 16 marca 1702) – kanclerz wielki koronny, biskup kamieniecki w latach 1685–1687, przemyski w latach 1689–1701 i krakowski w latach 1701–1702, prepozyt płockiej kapituły katedralnej w latach 1693–1701, kanonik krakowski, kustosz poznańskiej kapituły katedralnej w latach 1671–1676, kanonik poznańskiej kapituły katedralnej w 1671 roku, kanonik kapituły katedralnej chełmińskiej, administrator opactwa witowskiego.

## Życiorys
Był synem Zygmunta i Teresy Anny Ossolińskiej. Odbył studia teologiczne w kolegium jezuickim w Rzymie. Deputat kapituły katedralnej poznańskiej na Trybunał Główny Koronny w 1671 roku. W 1686 roku został biskupem kamienieckim, w 1687 osobistym kanclerzem królowej Marii Kazimiery. W 1690 został biskupem przemyskim. W 1688 mianowany kanclerzem wielkim koronnym.
Po ujawnieniu ateizmu Kazimierza Łyszczyńskiego domagał się dla niego kary śmierci. Był początkowo stronnikiem Marysieńki, później skłaniał się w stronę stronnictwa profrancuskiego. Po zerwanym sejmie konwokacyjnym 1696 roku przystąpił 28 września 1696 roku do konfederacji generalnej. W czasie elekcji po śmierci Jana III Sobieskiego, w 1697 popierał kandydaturę księcia Contiego. Jako kanclerz wysłał do Ludwika XIV pismo zawiadamiające o wyborze księcia na króla Polski. 5 lipca 1697 roku podpisał w Warszawie obwieszczenie do poparcia wolnej elekcji, które zwoływało szlachtę na zjazd w obronie naruszonych praw Rzeczypospolitej. Był elektorem Augusta II Mocnego z ziemi lwowskiej i przemyskiej w 1697 roku  i z jego rąk otrzymał w 1701 biskupstwo krakowskie. Biskupem krakowskim był zaledwie pół roku. Pochowany został w rodzinnej kaplicy na Jasnej Górze w Częstochowie (był ostatnim pochowanym tam członkiem rodu).

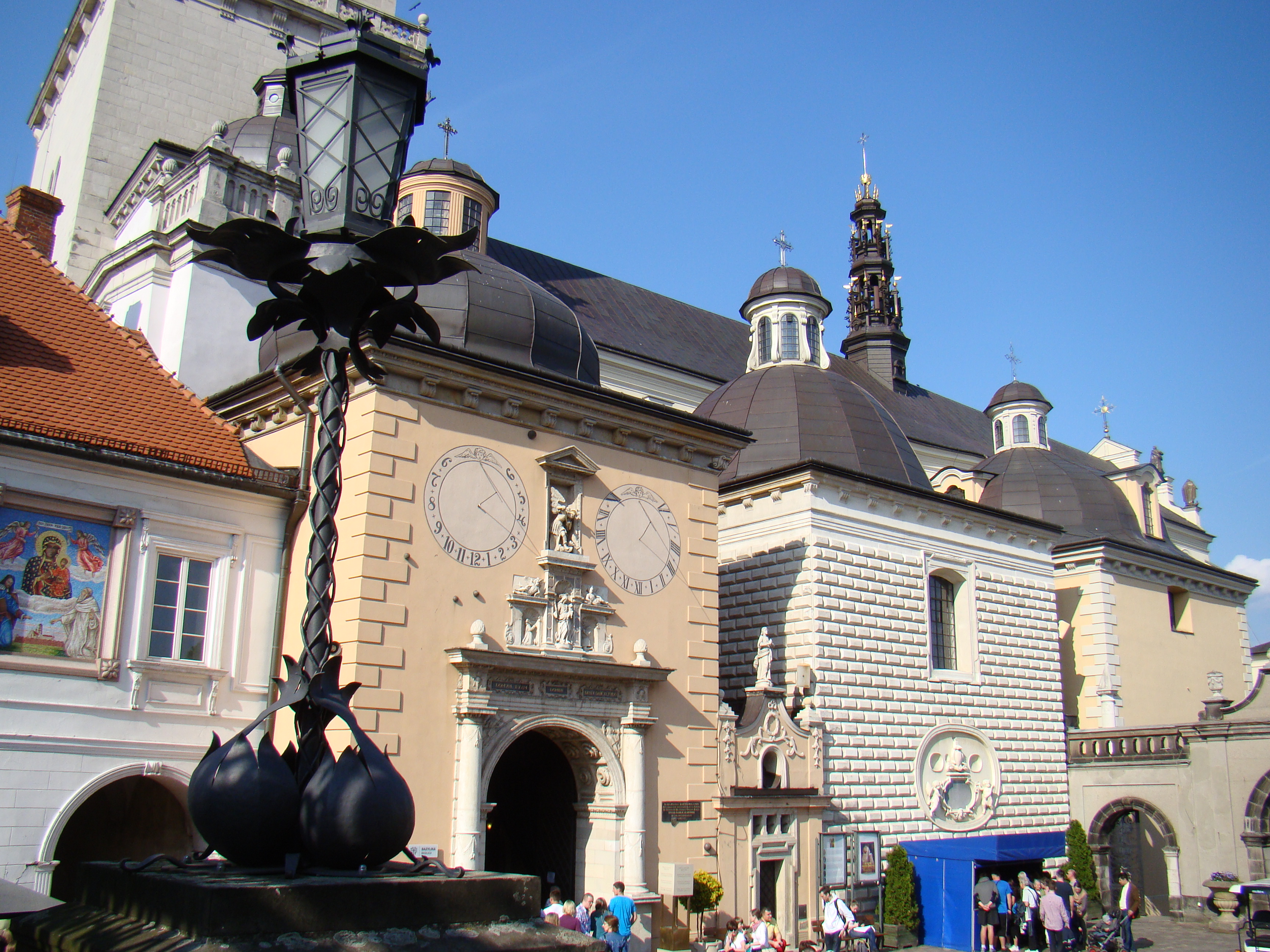
Miejsce pochówku Jerzego Albrechta Denhoffa, kaplica św. Pawła I Pustelnika na Jasnej Górze, mauzoleum grobowe Denhoffów (z elewacją licowaną rustyką)